# 현실왜곡장
현실왜곡장(Reality distortion field, RDF)은 1981년 버드 트리블이 애플 컴퓨터에서 회사 공동 창업자인 스티브 잡스의 카리스마와 그것이 매킨토시 프로젝트에 참여하는 개발자에게 미친 영향을 설명하기 위해 처음 사용한 용어이다. 트리블은 이 용어가 스타 트렉 에피소드 "The Menagerie"에서 유래했다고 말했다. 여기서는 우주선 엔터프라이즈호의 승무원이 만난 외계인이 정신력을 통해 자신만의 새로운 세계를 창조한 방법을 설명하는 데 사용된다.

## 스티브 잡스
스티브 잡스 (책)라는 책에서 전기 작가 월터 아이작슨은 1972년경 잡스가 리드 칼리지에 다니는 동안 로버트 프리들랜드(Robert Friedland)가 "스티브에게 현실왜곡장을 가르쳤다"고 말한다. RDF는 매력, 카리스마, 허세, 과장, 마케팅, 유화 및 끈기가 혼합된 거의 모든 것을 믿도록 자신과 주변 사람들을 설득하는 잡스의 능력이라고 앤디 허츠펠드는 말했다. 그것은 동료들의 균형 감각과 어려움의 척도를 왜곡하고 그가 맡은 불가능한 일이 무엇이든 가능하다고 믿게 만들었다고 한다. 잡스는 또한 현실왜곡장을 사용하여 다른 사람의 아이디어를 자신의 아이디어로 도용할 수 있었고 때로는 아이디어를 기각한 지 일주일 만에 창시자에게 다시 제안하기도 했다.
이 용어는 관찰자와 애플 컴퓨터 및 제품의 헌신적인 사용자에 의해 잡스의 기조 연설("Stevennotes")을 지칭하는 데 사용되었으며, 애플 경쟁업체에서는 애플을 비판하면서 조롱했다. 리서치 인 모션의 공식 블랙베리 블로그에서 짐 발실리는 "애플의 왜곡장 외부에 사는 우리를 위해"라고 블로그 게시물을 소개했다.
현실왜곡장의 가장 좋은 예 중 하나는 잡스의 전기 작가 아이작슨(Isaacson)에게서 나온다. 1984년 매킨토시 컴퓨터를 개발하는 동안 잡스는 엔지니어인 래리 케년(Larry Kenyon)에게 맥 부팅 시간을 10초 단축해 달라고 요청했다. 케년이 시간을 줄이는 것은 불가능하다고 대답하자 잡스는 그에게 "한 사람의 생명을 구할 수 있다면 부팅 시간을 10초 단축할 수 있는 방법을 찾을 수 있습니까?"라고 물었다. 케년은 그럴 수 있다고 말했다. 잡스는 화이트보드에 가서 500만 명이 컴퓨터 부팅에 추가로 10초를 낭비한다면 모든 사용자의 총 시간은 매년 100명의 인간 수명과 맞먹을 것이라고 지적했다. 몇 주 후 케년은 이전보다 28초 더 빠르게 부팅되는 재작성된 코드를 가지고 돌아왔다.
빌 게이츠는 인터뷰에서 스티브 잡스가 현실왜곡장을 사용하여 사람들에게 "주문을 걸었다"고 말했다. 게이츠는 자신이 잡스의 현실왜곡장에 면역되어 있다고 생각하며 "그가 주문을 걸고 사람들이 최면에 걸리는 것을 볼 수 있기 때문에 나는 작은 마법사 같았지만 나는 작은 마법사이기 때문에 그 주문은 나에게 효과가 없다"고 말했다.

## 같이 보기
- 카리스마적 권위
- 가스라이팅
- 통제위치
- 주술적 사고
- 피암시성
- 불신의 정지